# Cocktail für eine Leiche
Cocktail für eine Leiche (Originaltitel: Rope, deutsch: „Seil“ oder „Strick“, in Anspielung auf das Mordwerkzeug zu Beginn; Alternativtitel: Die Schlinge) ist ein US-amerikanischer Thriller von Alfred Hitchcock aus dem Jahr 1948, der auf dem Theaterstück Party für eine Leiche (Rope) von Patrick Hamilton basiert. Er gilt als eines von Hitchcocks experimentellsten Werken, da er als Kammerspiel mit nur wenigen Figuren ausschließlich in derselben Kulisse einer Wohnung und mit nur wenigen sichtbaren und z. T. versteckten Schnitten gedreht wurde.

## Handlung
Zwei junge Männer, Brandon Shaw und Phillip Morgan, erdrosseln in ihrem Apartment ihren ehemaligen Klassenkameraden David Kentley mit einem Strick. Sie sehen den perfekten Mord als eine intellektuelle Herausforderung, eine Art Kunst, als Beweis dafür, sie seien den gewöhnlichen Menschen überlegen. Nachdem sie die Leiche in einer Holztruhe verstaut haben, veranstalten sie als „Krönung ihres Erfolgs“ eine Party in ihrem Apartment, das einen Panorama-Blick auf die Skyline von Manhattan bietet. 
Die ahnungslosen Gäste bei der Feier sind Mr. Kentley, der Vater des Toten, und stellvertretend für die erkrankte Mrs. Kentley seine Schwägerin Anita Atwater. Eingeladen sind auch Janet Walker, die Freundin des Toten, und deren Exfreund Kenneth Lawrence, der früher ein guter Freund von David war. Auch David Kentley ist eingeladen. Die Haushälterin Mrs. Wilson ist zum Bedienen der Gäste anwesend. 
Bevor die Party beginnt, stellt Brandon das Büfett der morbiden Feier auf eben jene Truhe um, in welcher der Tote liegt. Brandons und Philips Idee des perfekten Mordes wurde einige Jahre zuvor durch Ideen ihres damaligen Lehrers Rupert Cadell inspiriert, der mittlerweile philosophische Bücher verlegt. Dieser glaubt an die Theorie des Übermenschen sowie an Mord als Kunstform (vgl. den Essay Der Mord als schöne Kunst betrachtet von Thomas De Quincey). Er ist ebenfalls zur Party eingeladen, da Brandon das Ganze ohne Rupert für „zu leicht“ hält und überzeugt ist, dass Rupert der einzige unter den Gästen wäre, der ihr „Kunstwerk“ anerkennen würde. Während Brandon gut gelaunt die Gäste erwartet, ist Phillip sehr nervös und wird dafür von Brandon scharf gerügt.
Eine Bemerkung von Brandon entfacht unter den Gästen eine Diskussion über die Kunst des Mordes und die Übermenschen-Theorie. Brandon trägt im Gegensatz zu Rupert diese Thesen sehr vehement vor, während Mr. Kentley ihm scharf widerspricht. Eine weitere unangenehme Situation ist das unfreiwillige Wiedersehen von Janet und Kenneth, wobei Brandon Kenneth gegenüber die Bemerkung macht, dass er das Gefühl habe, seine Chancen bei Janet würden wieder steigen. Während Brandon durch seinen Übermut Ruperts Misstrauen weckt, ist es bei Phillip umgekehrt. Er ist mit der Situation überfordert und trinkt zu viel. Als die Hobby-Astrologin Mrs. Atwater Phillip voraussagt, dass seine Hände ihm großen Ruhm bringen würden, meint sie dies hinsichtlich seiner Karriere als Pianist, doch Phillip deutet es in Bezug auf Davids Strangulierung. Davids Abwesenheit beunruhigt unterdessen die Gäste. Rupert beginnt Verdacht zu schöpfen und befragt die Gäste über die Ungereimtheiten. Phillip reagiert auf Ruperts Fragen panisch und versucht ihm auszuweichen. Rupert bemerkt dagegen, dass Phillip ihm etwas verheimlicht.
Mrs. Kentley ruft an, weil sie sich Sorgen wegen Davids Abwesenheit macht. So entscheidet Mr. Kentley, die Party mit Janet und Mrs. Atwater zu verlassen. Kenneth und Janet versöhnen sich, und er begleitet sie zu den Kentleys. Zum Abschied gibt Brandon Mr. Kentley alte Bücher mit, die mit einem Strick zusammengebunden sind – jenem, mit dem David ermordet wurde. Als Rupert als letzter Gast schließlich beim Gehen den falschen Hut ergreift, sieht er dabei die in den Hut eingestickten Initialen „D.K.“ (David Kentley). Er beschließt, unter einem Vorwand erneut bei den Gastgebern zu klingeln und diese zur Rede zu stellen. Im Gespräch geraten Brandon und Phillip zunehmend in Erklärungsnot, und als Rupert das Seil aus seiner Tasche zieht, greift der völlig betrunkene Phillip nach Brandons Revolver, den ihm Rupert entreißen kann. Schließlich lassen Brandon und Phillip zu, dass Rupert die Truhe öffnet und darin den toten David findet. Zutiefst beschämt über seine eigene geistige Mittäterschaft – die jedoch auf einem Missverständnis beruht, da er seine philosophischen Thesen nie als Handlungsanweisung verstanden wissen wollte – schießt Cadell mit dem Revolver aus dem Fenster über der belebten Straße in die Luft. In den letzten Sekunden des Films hört man lauter werdende Polizeisirenen, und Phillip sagt resigniert: „Sie kommen.“

## Hintergründe

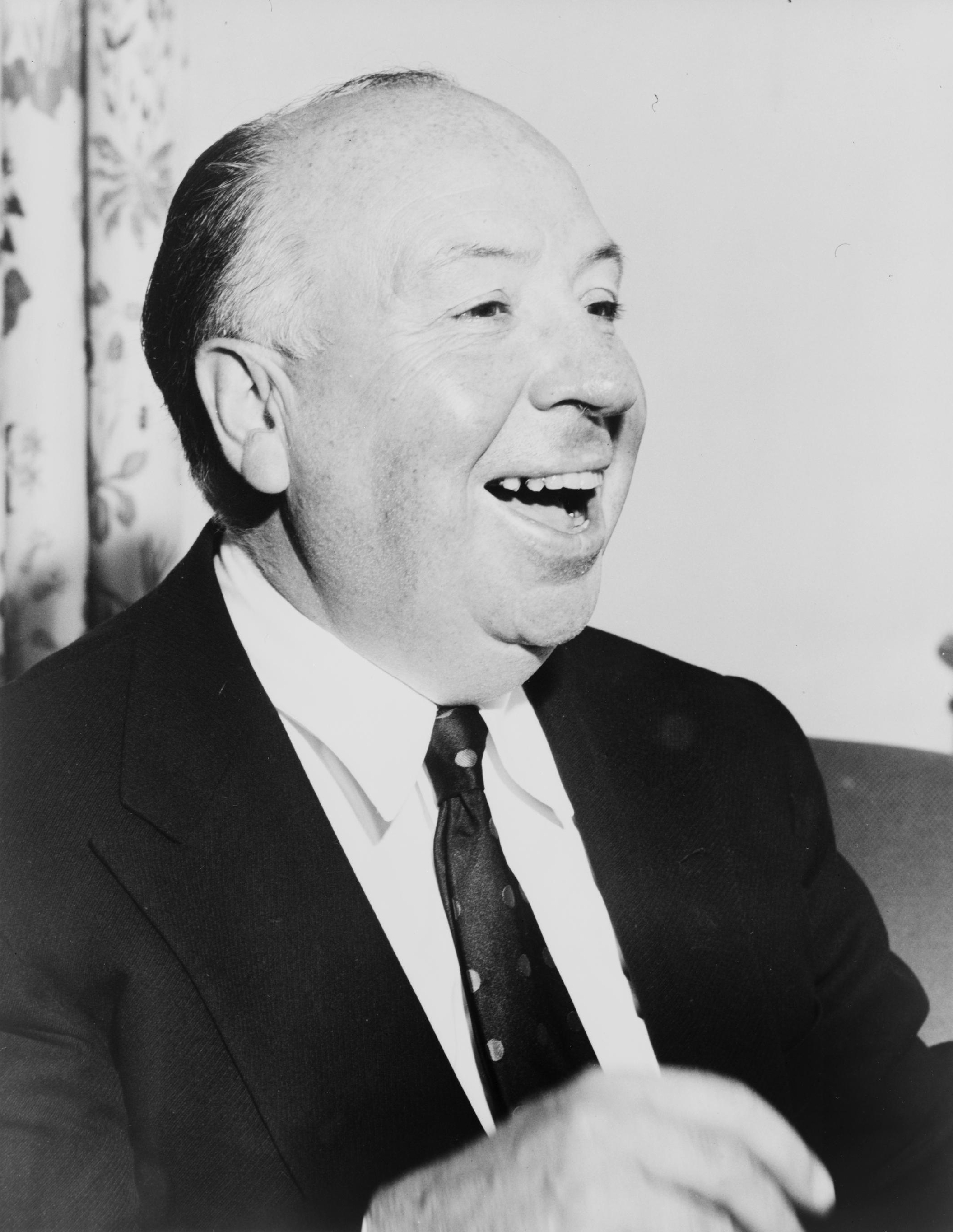
Alfred Hitchcock (1956)

Nach fast einem Jahrzehnt Zusammenarbeit war Hitchcocks Vertrag mit dem berühmten Filmproduzenten David O. Selznick beendet. Er wollte eigenständiger arbeiten und gründete deshalb mit dem Medienunternehmer Baron Sidney Bernstein die Produktionsgesellschaft Transatlantic Pictures. Cocktail für eine Leiche wurde deren erster Film. Ursprünglich wollte man zunächst den Roman Sklavin des Herzens mit Ingrid Bergman in der Hauptrolle verfilmen, diese arbeitete jedoch noch an anderen Filmprojekten; Sklavin des Herzens erschien dann im folgenden Jahr. Angedacht war auch eine moderne Adaption von Hamlet mit Cary Grant in der Hauptrolle. Somit war Cocktail für eine Leiche nur die dritte Wahl von Hitchcock und Bernstein. Der Film basiert auf dem Theaterstück Party für eine Leiche (Rope) von Patrick Hamilton aus dem Jahr 1929. Der Film wurde vermutlich vom Mord an dem 14-jährigen Bobby Franks im Jahr 1924 inspiriert, der von den 19- und 18-jährigen Studenten Leopold und Loeb begangen wurde, die die Gewalttat als Kunst betrachteten. Die Verbindung wurde von dem Autor Hamilton jedoch immer bestritten. Der Fall hat auch die Filme Der Zwang zum Bösen, Swoon sowie Mord nach Plan inspiriert.
In Hamiltons Stück gibt es ebenfalls deutliche Hinweise auf eine homosexuelle Beziehung zwischen den Mördern. Weil der strenge Hays Code aber den Filmemachern die Darstellung von Homosexualität untersagte, wurde die ursprüngliche Drehbuchfassung von Arthur Laurents leicht abgeändert, um die latente Homosexualität zwischen den drei männlichen Hauptpersonen zu verbergen. Unter anderem wurde überall die Anrede „dear boy“ („lieber Junge“) gestrichen. Die Beziehung zwischen Brandon und Phillip wird daher nur angedeutet, was aber immer noch ein gewisses Risiko darstellte. Drehbuchautor Laurents konnte sich ebenfalls nicht durchsetzen mit seiner Idee, dass der Mord nicht eingangs gezeigt wird, sondern für den Zuschauer bis zum Showdown ein Geheimnis bleibt. Dadurch hätte sich laut Laurents ein stärkerer Spannungsbogen aufbauen lassen. Eine der größten Schwierigkeiten soll für Laurents darin bestanden haben, die englische Sprache und die britischen Figuren aus dem Originalstück in amerikanische Figuren mit amerikanischer Sprache zu verwandeln.
Cary Grant sollte ursprünglich Rupert Cadell spielen und Montgomery Clift die Rolle des Brandon Shaw. Grant lehnte wegen der homosexuellen Bezüge ab, Clift wurde aufgrund des offenen Geheimnisses seiner Homosexualität und der damit womöglich einhergehenden Verdeutlichung oben genannter Attitüde verworfen. In einer Szene reden Janet und Mrs. Atwater über Filmstars und erwähnen auch Cary Grant, der einen neuen Film mit Ingrid Bergman gemacht habe, doch der Name des Films will ihnen nicht einfallen. Dies ist ein Rückbezug auf den Film Berüchtigt (1946) unter Hitchcocks Regie. An Grants Stelle wurde James Stewart gesetzt, mit dem Hitchcock in den 1950er Jahren noch drei weitere Filme drehen sollte. Für die Rollen der Mörder wurden schlussendlich John Dall und Farley Granger ausgewählt, die beide homosexuell waren. Es war der erst vierte Film für Granger, der drei Jahre später bei Der Fremde im Zug erneut mit Hitchcock zusammenarbeitete. Auch dieser Film handelt von einem „perfekten Mord“.
Aus mehreren Gründen war Cocktail für eine Leiche auch technisch ein gewagtes Experiment; es war Hitchcocks erster Farbfilm (in Technicolor). Zum anderen spielt sich dieser Film – wie einige andere Hitchcock-Filme (Das Rettungsboot, Das Fenster zum Hof, Bei Anruf Mord) auch – an nur einem Handlungsort ab. Deshalb wollte Hitchcock gegenüber dem Publikum den Anschein erwecken, als sei der Film in einer einzigen, durchgehenden Einstellung in Echtzeit gedreht. Da aber eine Filmrolle in der Kamera zum damaligen Zeitpunkt nur zehn Minuten lang war, musste er Schnitte machen, die zwischen den Szenen nahezu verborgen bleiben (unsichtbarer Schnitt). Dies geschieht z. B. so, dass am Ende der einen Szene die Kamera auf ein Bild zufährt (etwa auf den Anzug eines Schauspielers, der dann den ganzen Bildschirm schwarz ausfüllt) und die nächste Szene mit dem Zurückfahren von diesem Bild beginnt. Die Schauspieler mussten also mehrere Minuten „durchspielen“, ähnlich dem Theater. Der fertige Film enthält fünf harte und fünf unsichtbare Schnitte, demnach nur elf Einstellungen. Dabei ist der folgende Rhythmus entstanden: 1 | 2 – 3 | 4 – 5 | 6 – 7 | 8 – 9 | 10 – 11, wobei der waagrechte Strich jeweils einen unsichtbaren und der senkrechte Strich einen harten Schnitt darstellt. Für die Schauspieler bedeutete dies die Schwierigkeit, teilweise zehn Minuten durchgehend spielen zu müssen. Deshalb machte Hitchcock mit ihnen theaterähnliche Proben, bevor er die Szenen drehte. Später gestand er ein, dass es ein Fehler war, damit gleichzeitig den Schnitt als wesentliches, gestaltendes Instrument der Dramaturgie aus der Hand gegeben zu haben. Gegenüber François Truffaut bezeichnete er dies 1966 als „idiotisch“ und als „verzeihlichen Versuch“
Cocktail für eine Leiche kam am 26. August 1948 in die amerikanischen Kinos, bereits drei Tage zuvor war er in Kanada erschienen. In der Bundesrepublik Deutschland erschien der Film dagegen erst 1963. Er konnte seine Produktionskosten von 1,5 Millionen US-Dollar nicht einspielen. Und als ein Jahr später auch Sklavin des Herzens floppte, wurden Transatlantic Pictures nach nur zwei Filmen wieder aufgelöst. Zusammen mit Das Fenster zum Hof (1954), Immer Ärger mit Harry (1955), Der Mann, der zuviel wußte (1956) und Vertigo – Aus dem Reich der Toten (1958) war der Film für Jahrzehnte nicht verfügbar, da Hitchcock die Rechte daran zurückgekauft und sie als Teil des Erbes seiner Tochter vorgesehen hatte. Diese Filme waren lange bekannt als die berüchtigten „Fünf verlorenen Hitchcocks“ und wurden erst 1984 nach 25-jähriger Abwesenheit wieder gezeigt.
Bei der Melodie, die Philip während des Films immer wieder auf dem Klavier anspielt, handelt es sich um das erste der drei Mouvements perpétuels von Francis Poulenc.

### Cameo-Auftritt
Wie schon zuvor in Das Rettungsboot und in den später entstandenen Filmen Bei Anruf Mord und Das Fenster zum Hof verwirklichte Hitchcock hier einen Film, der an nur einem Ort spielt. Dies stellte ihn hinsichtlich seines Cameo-Auftritts vor erhebliche Probleme. Ursprünglich hatte er die Idee, eine Leuchtreklame, die in einigen Einstellungen der Skyline zu sehen ist, die später bekannte und einfache Selbstskizze von Hitchcocks Konterfei zeigen zu lassen. Dies ließ sich aber nicht umsetzen, wie Drehbuchautor Arthur Laurents im Making-Of, das als Bonusmaterial der DVD-Ausgabe enthalten ist, erzählt. So ist Hitchcock am Ende der Eröffnungscredits zu sehen, wie er mit seiner Frau Alma Reville die Straße entlanggeht, bevor die Kamera auf die verschlossenen Vorhänge des Apartments schwenkt, in dem der Mord stattfindet.

### Die „Theorie vom Übermenschen“
In Cocktail für eine Leiche setzt sich Hitchcock auch mit Nietzsches Theorie vom Übermenschen auseinander. Er lässt den zunächst sympathisch erscheinenden Mörder Brandon über lebenswertes und nicht-lebenswertes Leben sinnieren; die damit zusammenhängenden Implikationen werden an mehreren Stellen im Film angesprochen. Insofern kann man den Film auch als eine Auseinandersetzung mit dem Holocaust sehen. Drei Jahre vor dem Film hatte Hitchcock an einer Dokumentation über den Holocaust mitgearbeitet.
In der Schlusseinstellung des Films distanziert sich Rupert Cadell von Brandons Meinung, als Übermensch könne er einen Mord begehen. Er vertritt die Theorie als reines Denkmodell ohne praktische Konsequenzen.

## Figuren

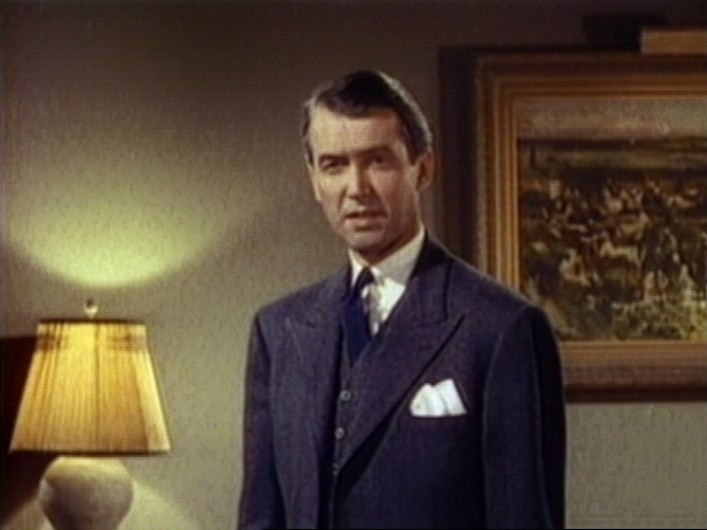
Rupert Cadell
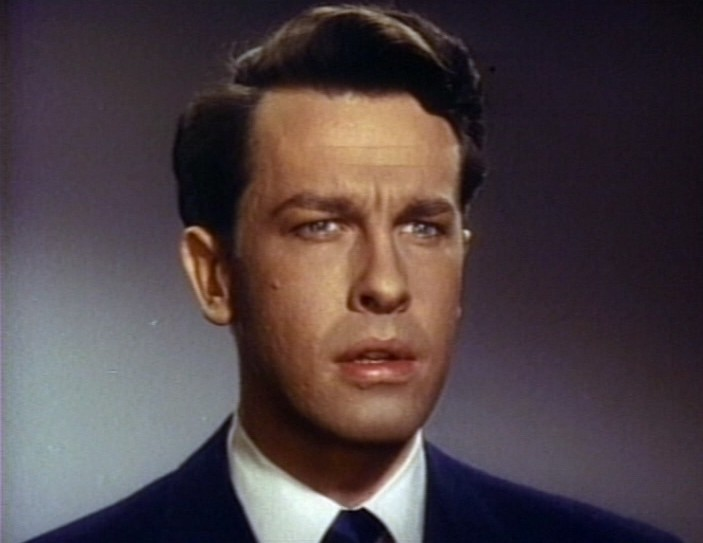
Brandon Shaw
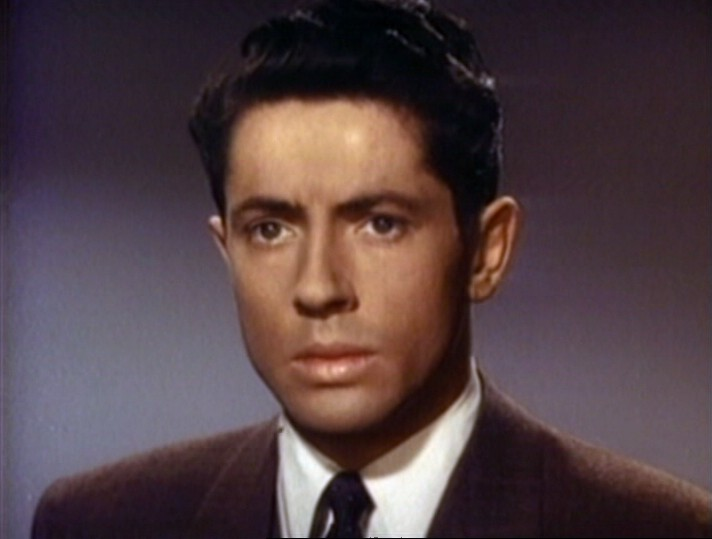
Phillip Morgan
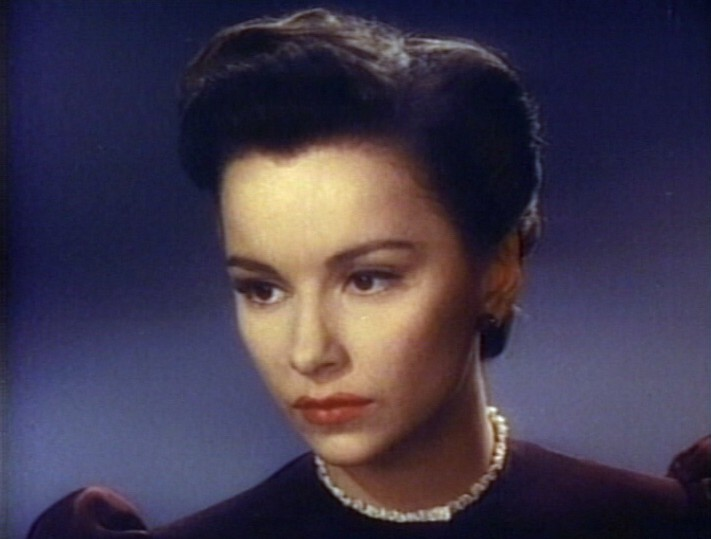
Janet Walker

- Rupert Cadell (James Stewart) ist Verleger von philosophischen Büchern sowie ehemaliger Lehrer an einer Highschool. Er ist ein so charmanter und freundlicher Mann, dass man seine zum Teil grausamen Theorien in der Gesprächsrunde für einen Spaß hält. Er ist überzeugt von Nietzsches Theorie des Übermenschen, für den unter anderem Mord als ein Privileg gelten sollte. Allerdings würde er seine Theorien nie in die Tat umsetzen und hatte auch nie daran gedacht, sie auszuprobieren, sondern versteht sie eben nur als theoretisch. Brandon meint, Cadell fehle der Mut zum Mord, dazu sei er viel zu bedächtig. Erst als Rupert das Resultat seiner Theorie sieht, begreift er, dass diese ein Fehler war und alle Menschen gleich viel wert sind. Brandon und Phillip kommt er vor allem durch seine genaue Beobachtungsgabe und Menschenkenntnis auf die Spur. Er merkt zum Beispiel, dass Phillip versucht, ihn anzulügen, und ihm fallen die Initialen Davids im Hut auf.
- Brandon Shaw (John Dall) ist ein ehemaliger Schüler von Rupert und Sohn aus gutem Hause, der den Mord nur aus Spaß am Wagnis und der Erfahrung ausführt. Er hält sich für einen Übermenschen, weshalb er die meisten anderen Menschen als überflüssig betrachtet. Den Mord an David hat er bis ins kleinste Detail geplant. Er dominiert seinen Mittäter Phillip nach Belieben und wird streng mit ihm, wenn er Schwächen zeigt. Seinen Gästen gegenüber ist er hingegen charmant und witzig. Auch ist es Brandon, der makabere Späße mit den Angehörigen treibt und sein Schicksal am Ende des Films somit herausfordert. Er hält sich für zu genial, als dass man ihm auf die Schliche kommen könnte. Zu spät bemerkt er, dass ihm durch seine übertriebene Lässigkeit und Wagnis das Heft aus der Hand gleitet und er sich in eine aussichtslose Lage manövriert hat. Er versucht Cadell am Ende – erfolglos – auf seine Seite zu ziehen. Der winzige Fehler bei der Tat, Davids Hut nicht zu entfernen, durch den Cadell auf die Spur der Mörder kommt, ist auch das Eingeständnis von Brandon, doch kein Übermensch zu sein.
- Phillip Morgan (Farley Granger) ist ein ehemaliger Schüler von Rupert, der am Beginn einer Karriere als Pianist steht. Phillip hat eine sensible und nervöse Persönlichkeit, die im Laufe des Films zu einem Schwachpunkt wird, denn er schreckt schon bei der kleinsten Andeutung von Gefahr zusammen. Andererseits warnt er Brandon vor dessen risikoreichem Verhalten, er kann sich jedoch nicht durchsetzen. Als Brandon gegen Ende des Films Cadell gegenüber klare Andeutungen macht, sagt der völlig betrunkene Phillip: „Katz und Maus – aber wer ist hier die Katz und wer die Maus?“ Im Fortgang des Films wird deutlich, dass Brandon, der Phillips Karriere als Pianist fördert, ihn zur Mittäterschaft gedrängt hat. Auch wird eine homosexuelle Beziehung zwischen beiden angedeutet, wenn Phillip für Brandon schwärmt und dessen besonderes „Charisma, einem Angst einzujagen“ lobt. Gegen Ende des Films schlägt die Beziehung zu Brandon in Hass um, und er bedroht diesen und Rupert mit einem Revolver.
- Janet Walker (Joan Chandler) ist Davids Freundin, die als Kolumnistin bei einer Frauenzeitschrift arbeitet. Janet gefällt sich in der Rolle der attraktiven, lebenslustigen und von Männern umringten Frau, die sehr auf ihr Aussehen achtet. Bevor sie mit David zusammen war, hatte sie bereits Beziehungen zu Kenneth und Brandon. Zunächst erscheint sie sehr oberflächlich, da sie Kenneth für den reicheren David verlassen hat, doch im Verlaufe des Filmes wird klar, dass Kenneth die Beziehung beendet hat. Sie macht sich immer mehr berechtigte, große Sorgen um David und äußert als erste den Verdacht, dass Brandon etwas mit dessen Abwesenheit zu tun hat.

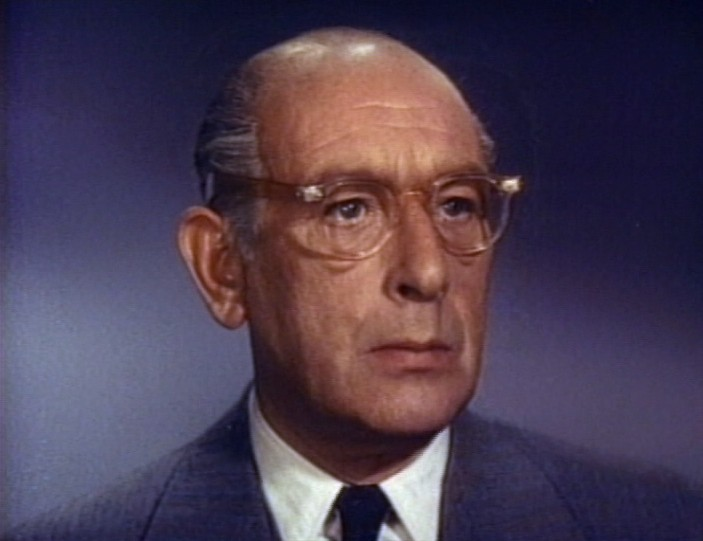
Mr. Henry Kentley
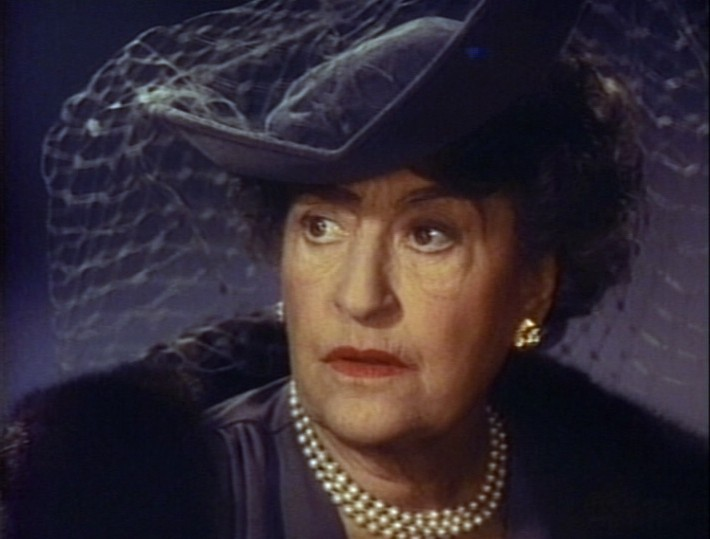
Mrs. Anita Atwater
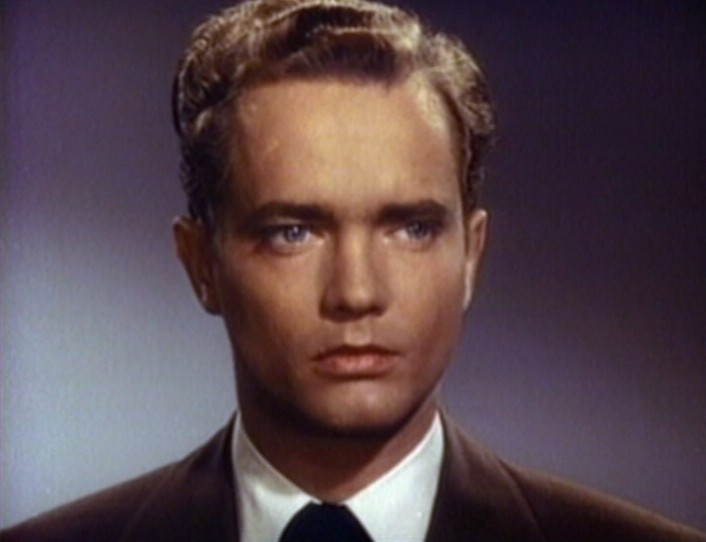
Kenneth Lawrence
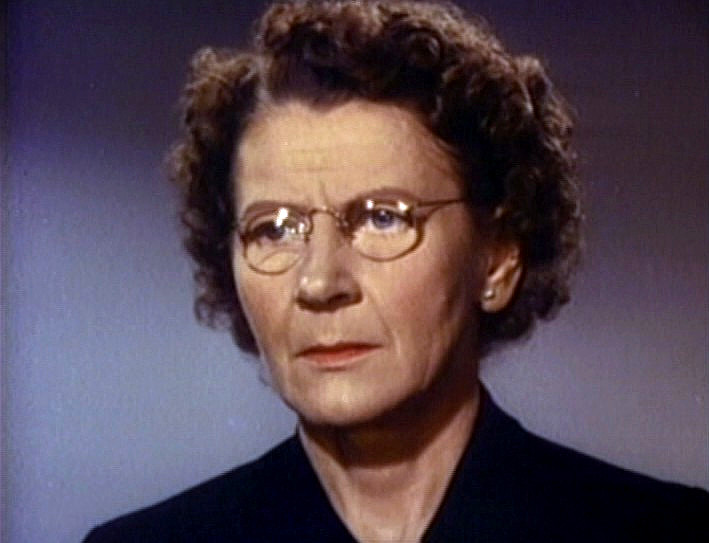
Mrs. Wilson

- Henry Kentley (Sir Cedric Hardwicke) ist Davids reicher Vater sowie ein erfolgreicher Schriftsteller. Als Stimme der Moral wirkt Mr. Kentley insgesamt eher langweilig, etwa als Mrs. Atwater erwähnt, dass er den ganzen Tag seine Bücher katalogisiert. Henry sagt hierauf: „Nicht den ganzen Tag – manchmal lese ich sie auch.“ Er ist ein fürsorglicher und besorgter Ehemann und Vater, der die Party aus Sorge um David früh verlässt. Er widerspricht als einziger der Übermenschen-Theorie scharf. Er ist der Meinung, dass jedes Leben gleich viel wert ist, eine These, der sich am Ende auch Cadell anschließt.
- Anita Atwater (Constance Collier) ist Davids exzentrische Tante. Im Gegensatz zu ihrem Schwager wirkt sie schon durch ihre Kleidung und ihren Charakter sehr lebenslustig und aktiv. So besucht sie gerne Partys, ist Hobby-Astrologin und schwärmt als regelmäßige Kinogängerin für Errol Flynn und Cary Grant. Mit Philosophie oder tieferen Gedanken beschäftigt sie sich aber wohl seltener; als Cadell zum Beispiel seine Thesen des Übermenschen vorstellt, hält sie diese zunächst für einen Scherz und lacht darüber.
- Kenneth Lawrence (Douglas Dick) ist Janets Ex-Freund sowie ein guter Freund von David, bis dieser eine Beziehung mit Janet begonnen hat. Im Gegensatz zu David ist seine Familie nicht so reich und Prüfungen fallen ihm schwerer als David. Der eher zurückhaltende, freundliche Kenneth trauert Janet noch immer hinterher, obwohl er die Beziehung selbst beendet hat. Die Begegnung der beiden verläuft zunächst eher unwohl, doch die Sorge um David bringt sie einander wieder näher und sie beschließen, Freunde zu bleiben. Brandon meint, nach dem Tod von David bleibe Janet nichts anderes mehr übrig, als wieder mit Kenneth eine Beziehung anzufangen.
- Mrs. Wilson (Edith Evanson) ist Brandons Haushälterin. Die liebenswerte, etwas geschwätzige Frau versteht sich gut mit Cadell, bei dem sie früher gearbeitet hat. Sie hat keinen wohlhabenden oder intellektuellen Hintergrund wie die anderen Figuren und redet meist über das Wetter, das Kochen oder den Haushalt. Dennoch bemerkt sie bald das merkwürdige Verhalten von Brandon und Phillip, die beide mit dem linken Fuß aufgestanden seien. Sie erzählt Cadell davon und gibt so den Anstoß zu dessen Verdacht. Mrs. Wilson wehrt sich auch dagegen, dass das Essen auf der Truhe serviert werden soll, weil es ihr komplett sinnlos erscheint, sodass Brandon ihr eine Begründung liefern muss. Schlussendlich gibt sie aber doch nach.
- David Kentley (Dick Hogan) ist das Mordopfer, er wird gleich zu Beginn des Films ermordet und in der Truhe verstaut. Er spricht nur in Trailern des Films einige Sätze. Der als zuverlässig und sportlich geltende David kommt aus einer reichen Familie. Er bewältigt das Lernen im Gegensatz zu Kenneth spielend. Er hat in Harvard studiert. Mit Janet steht er kurz vor der Verlobung, als er stranguliert wird, weil man ihn für minderwertig befunden hat.

## Synchronisation
Der Film Cocktail für eine Leiche wurde 1963 deutsch synchronisiert und in Deutschland uraufgeführt. Um 1967 wurden jedoch alle im Ausland befindlichen Kopien aus rechtlichen Gründen (oder aufgrund einer schlechten Beratung Hitchcocks – betroffen waren auch Vertigo und Das Fenster zum Hof) – vernichtet. Somit galt diese Synchronfassung bis Ende 2010 als verschollen, bis der Pay-TV-Sender TNT Film eine restaurierte Fassung des Films inklusive des Universal-Studios-Vorspanns zeigte und für die deutsche Tonspur erstmals seit der Kinoauswertung der 1960er Jahre diese erste Synchronfassung verwendete.
Da die erste Synchronfassung zum Zeitpunkt der ersten Wiederaufführung des Films in der Bundesrepublik 1984 nicht vorlag, wurde der Film mit der langjährigen deutschen Standardstimme von James Stewart, Siegmar Schneider, neu synchronisiert. Diese zweite Synchronfassung wurde in der Regel bei TV-Ausstrahlungen und allen bislang erschienenen VHS- und DVD-Veröffentlichungen verwendet.
Im Gegensatz zur DVD ist auf der Blu-ray die erste Synchronfassung zu hören. Auch beim TV-Sender ARTE lief der Film, zuletzt im März 2016, in dieser ursprünglichen Synchronfassung. In der englischsprachigen Originalfassung wirft Mr. Kentley, als Brandon auf Nietzsche und seine Theorie des Übermenschen eingeht, ein, dass auch die meisten Nationalsozialisten Nietzsche-Anhänger gewesen seien. Brandon entgegnet, die Nazis seien keine Übermenschen, sondern unfähig gewesen und hätten daher den Krieg verloren. Zumindest in der ersten deutschen Synchronfassung finden die Nazis dagegen keine Erwähnung, die Diskussion zwischen Brandon und Mr. Kentley verläuft hier allgemeiner über Nietzsche.
| Rolle                                            | Schauspieler      | Synchronstimme 1963 | Synchronstimme 1984    |
| ------------------------------------------------ | ----------------- | ------------------- | ---------------------- |
| Rupert Cadell – Philosoph                        | James Stewart     | Siegmar Schneider   | Siegmar Schneider      |
| Brandon Shaw – Davids Mörder                     | John Dall         | Joachim Pukaß       | Helmut Gauß            |
| Phillip Morgan – Davids Mörder                   | Farley Granger    | Ernst Jacobi        | Hans-Jürgen Dittberner |
| Janet Walker – Davids Freundin                   | Joan Chandler     | Ilse Kiewiet        | Anita Lochner          |
| Kenneth Lawrence – Davids Freund                 | Douglas Dick      | Michael Chevalier   | Hubertus Bengsch       |
| Mr. Henry Kentley – Davids Vater, Schriftsteller | Cedric Hardwicke  | Paul Wagner         | Joachim Nottke         |
| Mrs. Anita Atwater – Davids Tante                | Constance Collier | Agnes Windeck       | Tilly Lauenstein       |
| Mrs. Wilson – Brandons Haushälterin              | Edith Evanson     | Lu Säuberlich       | Gudrun Genest          |

## Kritiken
Während die Kritiken bei der Veröffentlichung des Films 1948 nur sehr verhalten positiv waren, änderte sich dies in den nächsten Jahrzehnten. Bei Rotten Tomatoes fallen 92 % von 53 Rezensionen positiv aus. Bei IDMb.com kommt der Film auf 7,9 von 10 Punkten, bei mehr als 147.000 abgegebenen User-Bewertungen.
Variety schrieb bei der Veröffentlichung des Films, dass Hitchcock sich ein unterhaltsameres Filmthema hätte aussuchen können. Gleichzeitig wurden die Darsteller gelobt: James Stewart mache einen „eindrucksvollen Job“ und John Dall und Farley Granger seien als Mörder „herausragend“. Der Filmkritiker Roger Ebert schrieb 1984, der Film sei „eines der interessantesten Experimente, die jemals von einem großen Regisseur und bekannten Schauspielern gemacht wurde“, und bezeichnete das Werk als „sehenswert“. Das Lexikon des internationalen Films meint, der mit „beträchtlichem formalem Geschick“ gemachte Film erhalte durch seine „intellektuell-spielerische Machart“ einen makabren Anstrich, könne sich andererseits aber als Warnung vor nazistischer Herren-Ideologie verstehen lassen.